# یادی بنگورا
یادی بنگورا (انگلیسی: Yady Bangoura؛ زادهٔ ۳۰ ژوئن ۱۹۹۶) بازیکن فوتبال اهل گینه است.
وی همچنین در تیم ملی فوتبال گینه بازی کرده است.